# Отвидино
Отвидино — деревня в Старорусском муниципальном районе Новгородской области, относится к Взвадскому сельскому поселению.
Деревня расположена неподалёку от южного побережья озера Ильмень (Тюлебльского залива).

## История
Отвидино одна из деревень традиционного Взвадского (в дельте Ловати) в том числе и мерёжно-снеткового промысла, в начале XX века большая часть пойманной рыбы вывозилась в Санкт-Петербург.
Во время Великой Отечественной войны деревня была оккупирована немецкими войсками. В 1942 году в окрестностях деревни велись ожесточённые боевые действия по ликвидации «Рамушевского коридора» — контрнаступление войск Северо-Западного фронта РККА, тогда после освобождения деревни Отвидино от немецких захватчиков:
в одном из сараев и двух банях были обнаружены трупы 23 красноармейцев, растерзанных гитлеровцами. Один красноармеец раздет догола и повешен в сарае. Всё его тело исполосовано ножами. Двух красноармейцев гитлеровцы пытали раскалёнными железными прутьями. Все части тела сильно обожжены. Остальные красноармейцы были облиты горючей жидкостью, и тела их полуобгорели.
После войны в деревне было захоронение советских воинов, но позже провели перезахоронение в Старой Руссе.

## Транспорт
Деревня расположена на автомобильной дороге из районного центра — города Старая Русса к административному центру сельского поселения — деревне Взвад, в 8 км к северу от Старой Руссы и 10 км южнее от Взвада.

## Люди, связанные с деревней
Во время Великой Отечественной войны:
- 19 января 1942 года возле деревни погиб лётчик 161-го истребительного авиаполка, лейтенант Фрунзе, Тимур Михайлович — ему было посмертно присвоено звание Героя Советского Союза.
- 16 мая 1942 года южнее деревни погиб младший лейтенант Устюжанин, Яков Маркович командир взвода 260-й отдельной разведывательной роты 188-й стрелковой дивизии 11-й армии — ему было посмертно присвоено звание Героя Советского Союза.